# (3476) Dongguan
(3476) Dongguan est un astéroïde de la ceinture principale.

## Description
(3476) Dongguan est un astéroïde de la ceinture principale. Il fut découvert le 28 octobre 1978 à Nanking par l'observatoire de la Montagne Pourpre. Il présente une orbite caractérisée par un demi-grand axe de 3,16 UA, une excentricité de 0,20 et une inclinaison de 21,6° par rapport à l'écliptique.

## Compléments